# Краксы
Краксы, или гокко, древесные куры (лат. Cracidae) — семейство курообразных птиц, состоящее из 50 видов, живущих в лесах Южной Америки и южной части Северной Америки. Краксы отличаются отсутствием шпор или лишь бугром на плюсне; передние пальцы и задний прикрепляются на одной высоте; живут парами, а не в многобрачии; отличаются, наконец, тем, что не разгребают землю; несколько приближаются к голубям.
Это крупные или средней величины птицы с крепкими, крупными перьями по большей части темных цветов, короткими, сильно округленными крыльями и более или менее длинным, выпуклым сверху клювом. Держатся преимущественно на деревьях, где и гнездятся; число яиц невелико (по большей части 2-4); питаются плодами и семенами, а отчасти и насекомыми и т. п. Мясо многими считается вкусным, поэтому на краксов часто охотятся; легко приручаются, но редко размножаются в неволе.

## Классификация
В семействе краксы (Cracidae) 57 современных видов :
- Чачалаки (Ortalis)
  - Бурокрылая чачалака, Ortalis vetula
  - Синеголовая чачалака, Ortalis cinereiceps
  - Краснокрылая чачалака, Ortalis garrula
  - Краснохвостая чачалака, Ortalis ruficauda
  - Красноголовая чачалака, Ortalis erythroptera
  - Ortalis wagleri
  - Серогрудая чачалака, Ortalis poliocephala
  - Чачалака, Ortalis canicollis
  - Белобрюхая чачалака, Ortalis leucogastra
  - Ortalis guttata
  - Ortalis araucuan
  - Ortalis squamata
  - Ortalis columbiana
  - Малая чачалака, Ortalis motmot
  - Ortalis ruficeps
  - Ortalis superciliaris
- Пенелопы, Penelope
  - Полосатохвостая пенелопа, Penelope argyrotis
  - Бородатая пенелопа, Penelope barbata
  - Ортонова пенелопа, Penelope ortoni
  - Андская пенелопа Penelope montagnii
  - Кайеннская пенелопа, Penelope marail
  - Рыжебокая пенелопа, Penelope superciliaris
  - Краснолицая пенелопа, Penelope dabbenei
  - Ржавобрюхая пенелопа, Penelope purpurascens
  - Колумбийская пенелопа, Penelope perspicax
  - Белокрылая пенелопа, Penelope albipennis
  - Спиксова пенелопа, Penelope jacquacu
  - Бронзовая пенелопа, Penelope obscura
  - Penelope bridgesi
  - Белохохлая пенелопа, Penelope pileata
  - Рыжебрюхая пенелопа, Penelope ochrogaster
  - Белолобая пенелопа, Penelope jacucaca
- Pipile
  - Синегорлая абурри (Pipile pipile)
  - Синегорлый гокко (Pipile cumanensis)
  - Pipile grayi
  - Красногорлый гокко (Pipile cujubi)
  - Чернолобая абурри (Pipile jacutinga)
- Абурри, Aburria
  - Серёжчатая абурри (Aburria aburri)
- Краксы, Chamaepetes
  - Болотный кракс, Chamaepetes unicolor
  - Серпокрылый кракс, Chamaepetes goudotii
- Чёрные пенелопы, Penelopina
  - Чёрная пенелопа, Penelopina nigra
- Горные краксы, Oreophasis
  - Горный кракс, Oreophasis derbianus
- Красные гокко, Nothocrax
  - Красный гокко, Nothocrax urumutum
- Краксы-миту (Mitu)
  - Малый хохлатый кракс (Mitu tomentosum)
  - Сальвинов кракс (Mitu salvini)
  - Остроклювый кракс (Mitu tuberosum)
  - Миту (Mitu mitu)
- Шлемоносные краксы, Pauxi
  - Шлемоносный кракс, Pauxi pauxi
  - Рогатый кракс, Pauxi unicornis
  - Pauxi koepckeae
- Гокко, Crax
  - Большой кракс, Crax rubra
  - Синеклювый кракс, Crax alberti
  - Желтогребневый кракс, Crax daubentoni
  - Хохлатый кракс, Хохлатый гокко, Crax alector
  - Серёжчатый кракс, Crax globulosa
  - Гололицый кракс, Crax fasciolata
  - Красноклювый кракс, Crax blumenbachii